# Giovanni Pretorius
Giovanni Pretorius (* 1. Januar 1972 in Johannesburg; † 23. August 2021 in Alberton) war ein südafrikanischer Boxer.

## Werdegang
Giovanni Pretorius vertrat Südafrika bei den Olympischen Sommerspielen 1992 in Barcelona. Er schied er in der ersten Runde des Weltergewichtsturniers gegen den Schweden Sören Antman aus.
Nach seiner Rückkehr aus Barcelona wurde Pretorius Profi und gewann am 18. November 1992 in der Nasrec Indoor Arena nach Punkten seinen ersten Kampf gegen Thomas Mnisi. Es folgte ein Unentschieden in seinem zweiten Kampf und fortan bis 1997 eine Siegesserie von 21 Siegen. 1993 wurde Pretorius mit dem King Korn/Boxing World Prospect of the Year ausgezeichnet und krönte sich 1996 zum südafrikanischen Meister im Mittelgewicht. Seines Siegesserie endete am 10. Februar 1997 in London. Im Kampf um den WBC-Gürtel im Supermittelgewicht unterlag er dem Briten Robin Reid. Dieser schlug Pretorius in der siebten Runde dreimal zu Boden und siegte infolgedessen durch technischen K. o.
Pretorius kehrte jedoch zurück und konnte seine nächsten sechs Kämpfe gewinnen, ehe er nach einer weiteren Niederlage im August 1999 seine Karriere beendete.
Giovanni Pretorius starb am 23. August 2021 im Alter von 49 Jahren während der COVID-19-Pandemie in Südafrika an den Folgen einer SARS-CoV-2-Infektion in Alberton.